# Chimarra securigera
Chimarra securigera är en nattsländeart som beskrevs av Oliver S. Flint Jr. 1998. Chimarra securigera ingår i släktet Chimarra och familjen stengömmenattsländor. Inga underarter finns listade i Catalogue of Life.